# 西莫尼尼反应
西莫尼尼反应（Simonini reaction），以维也纳大学教授阿道夫·李本的学生安杰洛·西莫尼尼的名字命名。
羧酸银盐与碘作用，当两者摩尔比为1:1时，得到比羧酸少一个碳的碘代烃；摩尔比为2:1时，得到酯类（RCOOR）；摩尔比为3:2时，则上述两种产物都有生成。
这个反应为离子历程，可能经过两个阶段。反应过程中形成结构未知的络合物中间体，有时可以离析，有人提出为下列分子式：{\displaystyle {\rm {\ [(RCOO)_{2}Ag]^{-}I^{+}}}} 和 {\displaystyle {\rm {\ RCOOAg\cdot RCOOI}}} 。
用脂肪酸银盐时得到满意的产率。亦可用羧酸铅盐进行反应。